# Buena Park (Kalifornia)
Buena Park város az USA Kalifornia államában, Orange megyében. Lakosainak száma 84 034 fő (2020. április 1.).

## Népesség
A település népességének változása:
| Lakosok száma | 46 401 | 80 530 | 84 034 |
|               | 1960   | 2010   | 2020   |